# Jeremy Sumpter

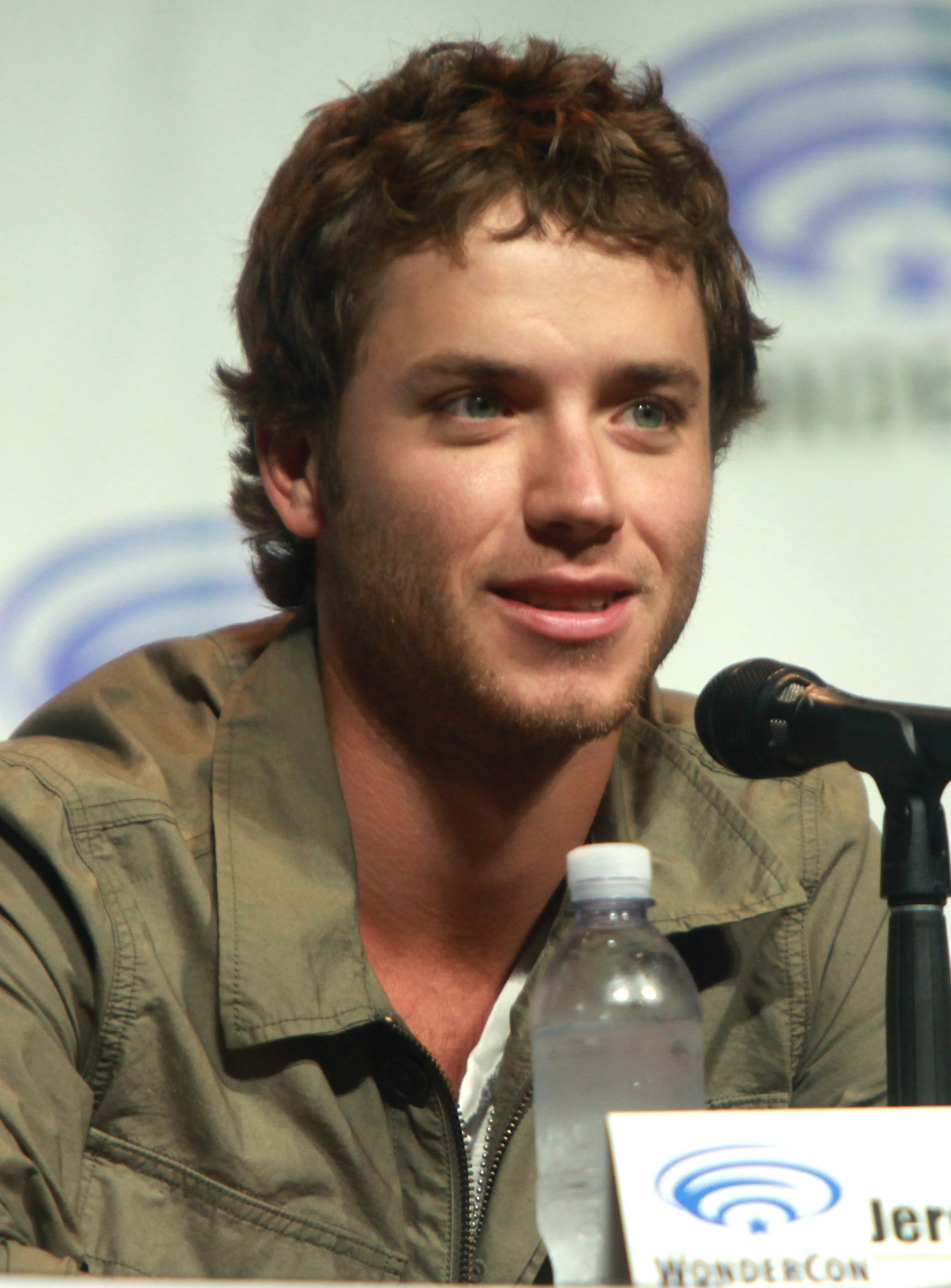
Jeremy Sumpter

Jeremy Robert Myron Sumpter, född 5 februari 1989 i Carmel-by-the-Sea i Kalifornien i USA, är en amerikansk skådespelare. Hans föräldrar är Sandy och Gary Sumpter. När han var tio månader gammal flyttade hans familj till Mount Sterling i Kentucky. År 2000 flyttade han till Los Angeles, efter att han hade vunnit ett pris när han var 11 år gammal. I juli 2002, vid 13 års ålder, valdes han till rollen som Peter Pan. Sumpter gjorde nästan alla sina stunttrick själv. För att förbereda sig, säger han, övade han svärdfäktning så mycket som fem timmar per dag, gymnastiserade och lyfte tyngder. Han spelade även J.D. McCoy i den amerikanska TV-serien Friday Night Lights.

## Filmografi
- 2014 - Animal
- 2014 - Into the Storm
- 2013 - The Culling
- 2012 - Hiding
- 2012 - Excision
- 2011 - Soul Surfer
- 2010 - Death and Cremation
- 2010 - You're So Cupid
- 2009 - Calvin Marshall
- 2007 - An American Crime
- 2006 - The Sasquatch Gang
- 2003 - Peter Pan
- 2002 - Just A Dream
- 2002 - Local Boys
- 2002 - Frailty

## TV-filmer
- 2005 - Cyber Seduction: His Secret Life

## TV-serier
- 2012 - The Glades
- 2008-2010 - Friday Night Lights
- 2007 - CSI: Miami
- 2004 - Clubhouse
- 2002 - Strong Medicine
- 2002 - Cityakuten
- 2001 - Raising Dad
- 2001 - Murphy's Dozen